# Olivia Mariamne Devenish
Olivia Mariamne Devenish (geboren 17. Februar 1771 in Madras; gestorben 26. November 1814 in Buitenzorg, Java) war die Ehefrau des Gouverneurs Thomas Stamford Raffles in Java.

## Leben
Olivia Mariamne Devenish wurde am 17. Februar 1771 in Madras geboren. Sie war die Tochter des Schotten George Devenish und einer unbekannten zirkassischen Mutter. Sie wuchs in Irland auf und galt als außergewöhnlich schön und intelligent. Ihr Vater schickte sie, als sie 21 Jahre alt war, zu Verwandten nach Indien. In Madras heiratete sie am 26. Mai 1793 Assistenzchirurgen Jacob Cassivelaun Fancourt. Nach Fancourts Tod im Jahr 1800 ging sie nach London und lernte dort Thomas Raffles kennen, vermutlich als sie beim Kolonialamt eine Witwenrente beantragte. Dort war er zu der Zeit als Angestellter beschäftigt. Kurze Zeit nachdem sie sich kennengelernt hatten, wurde Raffles befördert, und es gab Gerüchte, dies beruhe auf einer Affäre von Olivia Devenish mit einem seiner Vorgesetzten. Raffles wurde am 8. März 1805 zum stellvertretenden Sekretär von Penang ernannt. Am 14. März, kurz vor seiner Abreise, heiratete er die zehn Jahre ältere Olivia Devenish in der St. George’s Church in Bloomsbury.
Nachdem die Briten 1811 Niederländisch-Indien annektiert hatten, wurde Thomas Raffles zum Generalleutnant von Java ernannt. Das Ehepaar Raffles-Devenish zog nach Batavia. Olivia Raffles begleitete ihren Mann zu Empfängen, Besuchen bei einheimischen Herrschern und auch zu Treffen mit den ehemaligen herrschenden Europäern. Ihre Anwesenheit machte deutlich, dass unter dem neuen britischen Regime eine deutlich andere Etikette herrschte, insbesondere zwischen den Geschlechtern. Mit ihrem westlichen Erscheinungsbild bildete sie einen großen Kontrast zu den Frauen der damaligen europäischen Elite, die sich selten in der Öffentlichkeit zeigten und aufgrund ihrer gemischten Ethnizität in ihrem Verhalten oft sehr eingeschränkt waren.

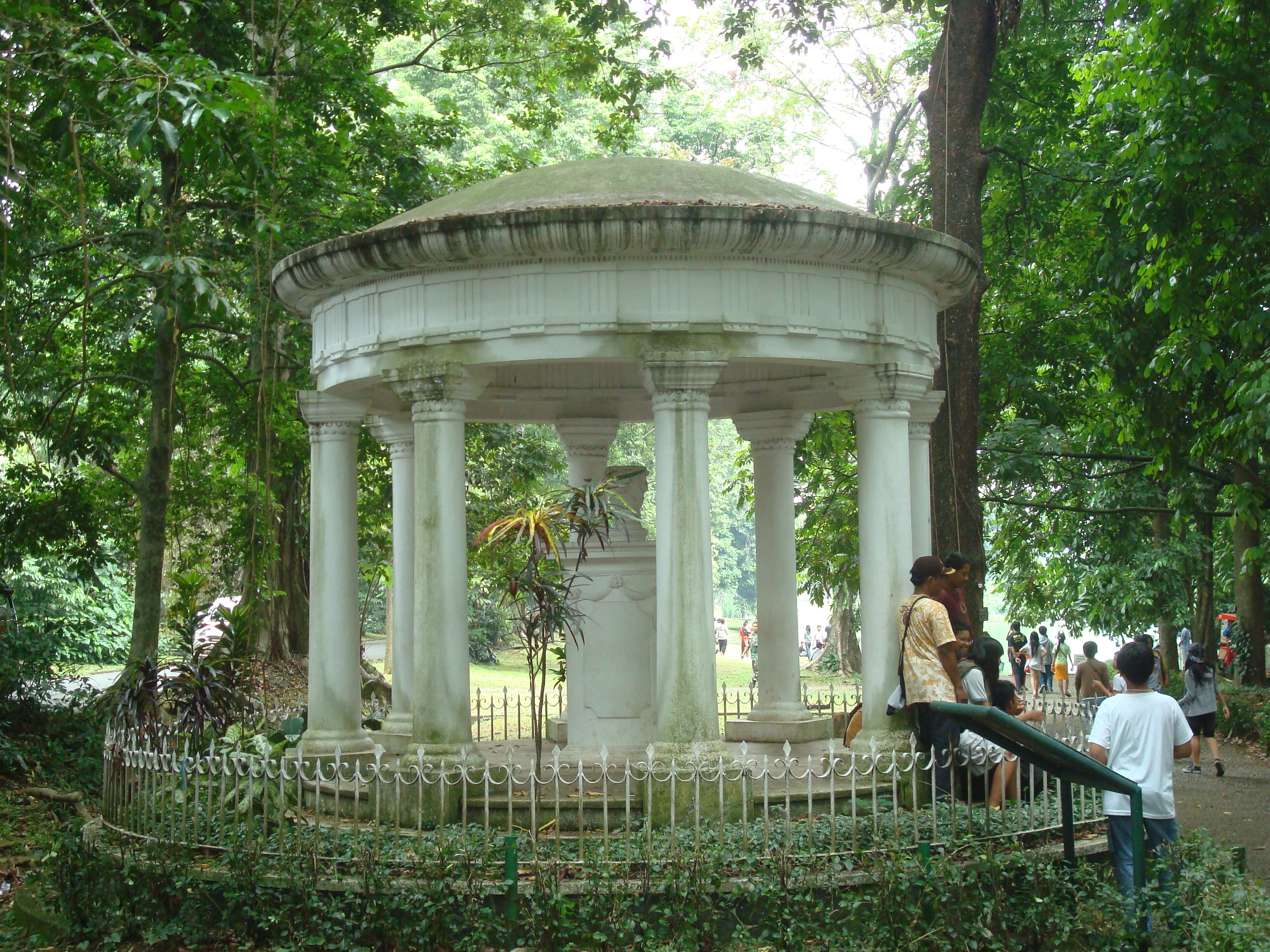
Grabmal von Olivia Mariamne Raffles im Botanischen Garten von Bogor

Auf den von Olivia Raffles veranstalteten Empfängen waren europäische Umgangsformen die Norm und sie waren für ein gemischtes Publikum aus prominenten Männern und Frauen gedacht. Sie ließ auch die Spucknäpfe aus den Empfangsräumen des Palastes in Buitenzorg entfernen und weigerte sich, Frauen zu empfangen, die Betel kauten. Olivia Raffles sprach sich zudem gegen das Tragen von Sarong und Kebaya durch europäische Frauen aus und bevorzugte europäische Kleidung. Damit war sie ihrer Zeit voraus, denn erst gegen Ende des 19. Jahrhunderts wurde es für europäische Frauen zum Standard, auf der Straße westliche Kleidung zu tragen.
Sie starb am 26. November 1814 in Buitenzorg und wurde in Batavia begraben. Ihr Grab ist noch heute im Taman Prasasti Museum zu sehen, dem ehemaligen europäischen Friedhof von Batavia, der in ein Museum umgewandelt wurde.